# 一色京太郎事件ノート
『一色京太郎事件ノート』（いっしききょうたろうじけんノート）は、1995年から1998年までTBS系「月曜ドラマスペシャル」で放送されたテレビドラマシリーズ。全7回。主演は里見浩太朗。

## 概要
京都・祇園の花見小路通で小料理屋「花膳」を営む一色は、神戸地検の元検事である。行政官職を離れてもその力量は衰えておらず、元同僚の下鴨署警部・村越の力となり、京都の地で起きる様々な事件を解決に導いていく。
ドラマには多くの京都の神社仏閣のほか、有名な旅館・酒屋・工芸品店などが「ロケーション協力」として加わっており、劇中にもそのままの店舗名で登場することも多い（ただし、ドラマそのものはフィクションであるため、最後に「登場する人物、団体、名称等は架空のもので実在のものとは関係ありません」と表示される）。

## 登場人物

### 小料理屋「花膳」
一色京太郎
演 - 里見浩太朗
神戸地検の検事だったが、談合汚職事件の捜査の難航と父が脳溢血で急死したことがきっかけで退職した。現在は料理の腕を活かし、小料理屋「花膳」を営んでいる。店は祇園でも評判が高い。芸子や舞妓の常連客も多く、彼女らからの信頼も厚く頼りにされている。村越の事件解決の協力要請にも快く応じる。妻には先立たれており、命日には化野念仏寺に供養にいっている。愛称は「京さん」「大将」。
村越由加利
演 - 古柴香織
下鴨警察署刑事・村越誠治の一人娘。2浪したことがきっかけで大学受験を諦め、将来は料理人になるのが自分の夢と考えて、「花膳」で働いている。顔と強情さは母親似で、父を助けるために潜入捜査を独断でして犯人に襲われたこともある。村越の部下である木口に好かれているが、本人はあまりその気がなく、好みのタイプは一色のような男性。
倉田善吉
演 - 頭師孝雄
板前。愛称は「善さん」。錦市場などに一色とともに出向き、食材の仕入れも行う。一色が捜査協力などで不在の際は店を仕切っている。
吉村卓也
演 - 平田桃介（第1作）、橋口和生（第2作）
板前。
中嶋良（長谷川次郎）
演 - 山田良隆（第1作 - 第3作・第5作 - 第7作）
板前。第1作は「長谷川次郎」、第2作からは「中嶋良」の名前で登場。
梅丘元太郎
演 - 安藤彰則（第3作 - 第7作）
板前。

### 京都府下鴨警察署
木口修
演 - 水谷あつし（第1作 - 第5作・第7作）
捜査課の刑事。村越の部下。大卒。仕事は出来る男で、村越もあまり表には出さないが、一目置いている模様。由加利に気があり、何度かデートに誘っている。細身で長身のため、村越からは「細いの」「ヤセ」と呼ばれる。
加藤
演 - 波多野博（第1作）
捜査課の刑事。
伊能
演 - 白井滋郎（第3作 - 第7作）
捜査課の刑事。
戸川正人
演 - 三谷昌登（第6作・第7作）
捜査課の刑事。村越の部下。がっちりした体格のため、村越からは「マル」と呼ばれる。
村越誠治
演 - 愛川欽也
捜査課の刑事で階級は警部。愛称は「村さん」。最終学歴は高卒。一色とは神戸の所轄署に在籍した頃からの仲。事件が行き詰まると、一色を頼って訪ねてくる。「花膳」で働く由加利は彼の一人娘で、部下の木口が時折由加利に言い寄る素振りを見せるのが気に入らない。彼も妻には先立たれている。猫舌で短気な一面がある。

### その他
小つる
演 - 彩木優花（第1作 - 第3作）
舞妓。
桜子
演 - 稲村友紀（第1作・第2作）
舞妓。
高見直也
演 - 佐野圭亮（第4作 - 第7作）
東京地方検察庁検事。一色の後輩にあたる。
演じた佐野圭亮は里見浩太朗の実子である。その為、親子で先輩・後輩の関係を演じたことになる。

### ゲスト
第1作「祇園花見小路殺人事件」（1995年）
- 千代美（置き屋「梅もと」芸者・本名「幸恵」・一色京太郎の顔馴染み） - 佳那晃子
- 佐渡原修三（3年前の瀬戸内開発談合の汚職の重要参考人・古美術鑑定業・入婿で旧姓「工藤」・千代美の実父） - 垂水悟郎
- 田島桂之介（京阪商事 社長） - 亀石征一郎
- 戸部（大日建設 会長） - 南原宏治
- 郷田仙造（郷田総業 社長・「エーワン・リゾート」603号室の入居者） - 船戸順
- 堂本庄造（総会屋・戸部の用心棒） - 田口計
- 高須伸夫（拳銃不法所持で4年間服役し半年前に大阪刑務所を出所） - 内田勝正
- たみ（置き屋「梅もと」女将） - 森朝子
- お芳（「京阪商事 鹿ヶ谷寮」寮母） - 松村康世
- 小滝（鴨川工務店 従業員・村越誠治の知り合い） - 結城市朗
- 佐伯（バーテン・高須の刑務所仲間） - 朝日完記
- 菊岡（「彩古堂」元オーナー・3年前の検事側の証人でその後ビルから飛び降り死亡） - 芝本正
- タクシードライバー - 白川浩二郎
- 記者 - 白井滋郎
- 神戸地方検察庁 検事 - 高橋弘志

第2作「京都栂ノ尾殺人事件」（1996年）
- 千堂桂之助（資産家） - 坂本長利
- 折原真奈美（千堂家の住み込みの秘書・村越由加利の高校の先輩） - 中野みゆき
- 千堂理沙（千堂の孫・サンパウロ在住で千堂に会いに日本に来る） - 伊織靜香
- 幾岡竜也（取り立て屋・「いづみ亭」宿泊客） - 浜田晃
- 折原徹（折原酒店 店主・真奈美の兄） - 南条豊
- 折原富子（徹の妻） - 紅萬子
- 東海林（「花膳」一見さん・「いづみ亭」主人） - 桂春之輔
- 戸田（「花膳」一見さん） - 田中弘史
- アナウンサー - 塚本加成子
- 北村（「花膳」一見さん） - 波多野博

第3作「京都鞍馬貴船川殺人事件」（1996年）
- 深草綾女（深草の妻） - 荻野目慶子
- 川辺滝江（深草家の婆や・講師） - 土田早苗
- 菊丸（芸妓） - 奈良富士子
- 八重鈴（芸妓） - 北原佐和子
- 深草真之介（生け花「古式深草流」家元） - 冨家規政
- 芳乃（置き屋女将） - 荒木雅子
- 花蝶 - 有沢妃呂子
- 石倉（陶器屋） - 岩尾正隆
- 宮崎 - 吉井丈絵
- 篠田 - 谷幹一
- 郷田泰三（郷田観光 社長・綾女の父） - 吉田輝雄

第4作「京都西陣に消えた女」（1997年）
- 千里孝子（おかめ茶屋 女将・一色京太郎の元恋人） - 毬谷友子
- 堂本（望月の部下） - 時代吉二郎
- 八代（望月の部下） - 井上茂
- 岩田（刑事） - 西園寺章雄
- おかめ茶屋 店員 - 森朝子
- 金井（刑事） - 竹内哲
- 太田（古美術店「東門居」店員） - 浅田祐二
- 斉藤淳一（日協商事 社員・寒河江の部下） - 森山陽介
- 岡村千秋 - 鈴川法子
- 絹川亜衣（理恵の妹） - 国生さゆり
- 寒河江雅幸（日協商事 営業係長・寒河江理恵殺人事件の容疑者） - 佐藤佑介
- 寒河江理恵（寒河江の妻） - 佐藤恵利
- 左右田珠樹（内装業者・理恵の友人） - 塚本加成子
- 望月郷之介（「東門居」オーナー） - 山田吾一

第5作「京都花街連続殺人事件」（1997年）
- 結城世津子（「ソレイユ・キドサキ」顧問弁護士・一色京太郎の検事時代の後輩） - 坂口良子
- 美代春（一色京太郎の馴染みの芸者・本名「田中美代」） - 長谷川真弓
- 佐久間千明（元暴走族・村越誠治の紹介で「花膳」で働く） - 東根作寿英
- 松原トメ（足袋職人・美代春の義母） - 岡田千代
- 袖香（芸妓・本名「田中ミツエ」） - 倉田恭子
- 篠菊（芸妓・本名「田中光子」） - 上野正希子
- 梶子ママ - 梶浦義正
- チーママ - 春野桃子
- 園田伸江（城戸崎家の家政婦） - 飯島順子
- 永坂（永坂探偵事務所 調査員） - 谷口高史
- 鉄造の運転手 - 峰蘭太郎
- 「菊香荘」女将 - 鈴川法子
- 看護婦 - 岩上佳寿美
- 結城頼子の秘書 - 徳井義実
- 蝶丸（芸者） - 竹本聡子
- 城戸崎奈津江（隆二の妻） - 三浦徳子
- 宮下（医師） - 大木晤郎
- 田野建設 課長 - 山本弘
- 分銅屋主人 - 泉ひろし
- 久米和樹（ゲイバー「カルシウムハウス」オーナー） - 堀内正美
- 城戸崎鉄造（「ソレイユ・キドサキ」社長） - 高野真二
- 城戸崎隆二（「ソレイユ・キドサキ」常務・鉄造の弟） - 和崎俊哉
- 結城頼子（デザイナー・鉄造の亡き息子の妻） - 石野真子

第6作「京都火祭り鬼面殺人事件」（1997年）
- 秋吉美郷（扇子職人・秋吉と志津の娘） - 南野陽子
- 岩城勝（西舞鶴警察署 刑事・省三の息子） - 沢向要士
- 秋吉久司（北進警備保障のガードマン・4年前の2億円強奪事件の容疑者だったが警察の取り調べを苦に自殺） - 須永克彦
- 持田（西舞鶴警察署 刑事・省三の部下） - 大竹修造
- 堂島寛治（現金輸送車襲撃の犯人で4年後仮出所） - 朝日完記
- 小杉仁（「スナック迦楼羅」バーテン） - 青井敏之
- 磯貝修三（パチンコ「赤玉」店長） - 多賀勝
- 三崎沢公助（ワールド美容外科 院長） - 浜田雄史
- 扇屋主人 - 森朝子
- ワンダス写真館 主人 - 徳田興人
- ひで春（芸者） - 松田優実子
- 小春（芸者） - 西野栄里子
- 園部玄治（運送業社長） - 有川正治
- 寿司屋 - 高橋弘志
- 刑務所で堂島と同室だった男 - 司裕介
- 佐々木酒造 従業員 - 上野秀年
- 斉藤（北進警備保障のガードマン・4年前 現金輸送車襲撃犯に射殺される） - 山田永二
- 刃物店主 - 浅田祐二
- 長谷部智沙（「スナック迦楼羅」ママ） - 金沢碧
- 志津（美容室「まどか」店主・秋吉の元妻・一色京太郎の知り合い） - 岩本多代
- 岩城省三（西舞鶴警察署 警部補・半年前 脳溢血で死亡） - 長門裕之

第7作「京都花づくし殺人事件」（1998年）
- 森下梢（大阪府警特別捜査班 班長・警部補） - 大島さと子
- 河野香澄（金融会社「ソネ・ファイナンス」社員・君江の娘） - 建みさと
- 尾形泰典（大灘建設 専務・偽名「山本誠二」） - 中村孝雄
- 曽根恵利子（「ソネ・ファイナンス」社長） - 和泉ちぬ
- 長谷川（大阪府警 刑事） - 加納健次
- 工藤信博（総会屋・葛城の部下） - 原口剛
- 葛城哲之介（大物総会屋） - 伊吹総太朗
- 中野（だんご屋・「ソネ・ファイナンス」の客） - 結城市朗
- 篠崎孝平（パチンコ「夢殿」社長） - 北見唯一
- 看護婦 - 森朝子
- 宮内（葛城の部下） - 福本清三
- 豆千代（君江の弟子） - 小野恵未
- 雛鶴（君江の弟子） - 秋本美恵
- 婦人警官 - 山下ゆき
- 清水（パチンコ「夢殿」従業員） - 山口幸晴
- 三田村真人（川北の助手） - 吉岡博也
- 川北層雲（仏師・川北工房 店主・「花膳」常連客） - 吉田輝雄
- 河野君江（芸者・一色京太郎の踊りの師匠） - 松原智恵子

## スタッフ
- 原案 - 葉村彰子
- 脚本 - 葉村彰子、田口耕三
- 音楽 - 佐藤允彦（第1 - 4作・第5 - 7作はテーマ曲のみ）、福井弘武（第5 - 7作）
- 監督 - 矢田清巳
- 撮影 - 小林義和（第1作）、都築雅人（第2 - 7作）
- VE - 平野仁（第3 - 5作）、村上裕一（第6作）、作村龍二（第6作・第7作）
- 照明 - 武邦男（第1作）、大谷康郎（第2作・第5作）、沢田敏夫（第3作）、赤松均（第4作）、畑下隆憲（第6作・第7作）
- 録音 - 面屋竜憲（第1作・第2作）、中川清（第3 - 5作）、木村均（第6作・第7作）
- 美術 - 辻野大（第1作・第3 - 5作・第7作）、高見哲也（第2作）、秋好泰海（第6作）
- 整音 - 神戸孝憲（第1 - 7作）
- 編集 - 河合和子（第1作・第2作・第5作）、野口高志（第3作・第4作）、鍛冶川一夫（第5 - 7作）、藤原公司（第6作）
- MA - 山川暢之（第3 - 5作）
- Avid - 岩下純也（第5作）
- 助監督 - 梅原重行（第2 - 7作）
- 記録 - 中田英子（第1作・第6作）、小川河津子（第2作・第3作）、森井千尋（第4作）、内藤幸子（第5作）、西村直美（第7作）
- 計測 - 作村龍二（第1作）、山本辰也（第2作）、雨宮良朋（第3作）、大西孝典（第4作）、長谷川光徳（第5作）
- 装置 - 柴田優（第1作・第5作）、山本忠夫（第2作・第6作）、岡田実（第3作）、梶谷信男（第4作）、野尻裕（第7作）
- 装飾 - 渡辺源三（第1作・第2作・第6作）、平田俊明（第3作・第5作）、長谷川優市呂（第7作）
- 持道具 - 京阪商会（第1 - 7作）
- 小道具 - 高津商会（第1 - 7作）
- メーク・結髪 - 東和美粧（第1 - 7作）
- 衣装 - 東京衣裳（第1 - 3作・第5 - 7作）、植田光三（第1作）、大本猛（第2作・第3作・第6作・第7作）、森勲（第5作）
- スタイリスト - 笠本ゑり子（第1作・第3作・第6作・第7作）、木村佳恵（第2作）、斎藤真喜子（第3作）、小林朗子（第6作）、福永佐智子（第7作）
- 擬斗 - 清家三彦（第1作・第2作）、菅原俊夫（第1作・第7作）、上野隆三（第3作）
- バイク・スタント - 建部英以（第7作）
- 制作協力 - 東映太秦映像（第1 - 3作）
- ロケーション協力
  - 第1作 - 比良ゴルフ倶楽部、乃り泉、ホテル嵐亭
  - 第3作 - 京貴船 右源太・左源太、京都全日空ホテル、京都錦町商店街振興組合、かね松、京福電鉄、ホテル嵐亭、楽只苑、京聯自動車
  - 第4作 - 京料理・こい茶屋、やげんぼり、京都タワー、奥丹、平安法衣店、京料理・いそべ、千本釈迦堂
  - 第5作 - 江戸川グループ、やげんぼり、菊香荘、中村楼、分銅屋足袋、京聯自動車
  - 第6作 - やげんぼり、宮脇賣扇庵、京都錦市場、佐々木酒造、源久秀
  - 第7作 - やげんぼり、近江屋旅館、ホテル嵐亭、菊香荘、京聯自動車、勢山社、高台寺
- 番組宣伝 - 河野裕三（TBS / 第1作・第3作）
- スチール - 北脇克己（第1作）、荒川大介（第2作）、高瀬和三郎（第3作）
- 演技事務 - 山下義明（第1作・第2作・第7作）
- 劇用車 - 小野順一（第1 - 3作・第7作）
- 邦楽監修（第7作は和楽） - 中本哲（第3作・第7作）
- 舞踊振付 - 藤間勘静（第3作）
- 進行 - 松田渡（第1作・第2作）、土生川明弘（第3作）
- 制作デスク - 岡崎道徳（第3作・第7作）
- 文芸 - 皿田明（第3作・第7作）
- 現像テレシネ - IMAGICA（第1 - 3作）
- プロデューサー - 逸見稔（第1作・第2作）、樋口祐三（第3 - 5作・第7作）、中村知規（第3 - 5作・第7作）、山田勝（第3 - 5作・第7作）
- 製作 - オフィス・ヘンミ、TBS

## 放送日程
| 話数 | 放送日         | サブタイトル           | 脚本     | 視聴率 |
| ---- | -------------- | ---------------------- | -------- | ------ |
| 1    | 1995年02月13日 | 祇園花見小路殺人事件   | 葉村彰子 | 19.8%  |
| 2    | 1996年06月03日 | 京都栂ノ尾殺人事件     | 葉村彰子 | 20.8%  |
| 3    | 11月11日       | 京都鞍馬貴船川殺人事件 | 田口耕三 | 18.6%  |
| 4    | 1997年02月03日 | 京都西陣に消えた女     | 田口耕三 | 18.5%  |
| 5    | 6月23日        | 京都花街連続殺人事件   | 田口耕三 |        |
| 6    | 12月22日       | 京都火祭り鬼面殺人事件 | 田口耕三 | 15.0%  |
| 7    | 1998年07月06日 | 京都花づくし殺人事件   | 田口耕三 |        |

- 視聴率はビデオリサーチ調べ、関東地区・世帯

## 備考
- 第5作は、当初1997年6月2日に放送される予定だったが、神戸連続児童殺傷事件の影響により6月23日に延期となった。